# 전자정부의 날
전자정부의 날(電子政府의 날)은 대한민국 정부가 전자정부의 우수성과 편리함을 국민에게 알리고 국제적 위상을 제고하는 등 지속적으로 전자정부의 발전을 촉진하기 위하여 제정한 기념일로서 매년 6월 24일이다. 2017년 10월 24일 전자정부법을 개정하며 명시하였고, 2018년 제1회 기념식을 개최하였다. 행정안전부가 주최하고, 한국정보화진흥원이 주관하고, 한국지역정보개발원이 후원한다.

## 설치 근거
- 전자정부법 제5조의3(전자정부의 날) ① 전자정부의 우수성과 편리함을 국민에게 알리고 국제적 위상을 제고하는 등 지속적으로 전자정부의 발전을 촉진하기 위하여 매년 6월 24일을 전자정부의 날로 한다.

② 국가는 전자정부의 날의 취지에 적합한 행사를 실시할 수 있다.

## 기념식 개최
- 제1회: 2018년 6월 20일 수요일, 서울특별시 종로구 광화문 kt드림홀[2]
- 제2회: 2019년 6월 24일 월요일, 서울특별시 종로구 광화문 kt드림홀[3]
- 제3회: 2020년 6월 23일 화요일, 서울특별시 종로구 정부서울청사 별관 2층 대강당[4]
- 제4회: 2021년 6월 23일 수요일, 서울특별시 종로구 정부서울청사 별관 2층 대강당[5]
- 제5회: 2022년 6월 23일 목요일, 세종특별자치시 정부세종컨벤션센터 4층 국제회의장[6]